# Robert Cartier
Robert Cartier probablement né le 24 juin 1917 à Nice et mort le 19 juillet 2003 à Pélissanne est un parachutiste militaire puis d'essais surtout connu pour son implication dans le développement des sièges éjectables en France.

## Parachutiste militaire
Robert cartier est breveté parachutiste militaire en 1939. Pendant la Seconde Guerre mondiale il combat en France, Algérie, Italie et Allemagne. Il obtient une Croix de guerre avec palmes.

## Parachutiste d'essais
Entré au centre d'essais en vol de Brétigny-sur-Orge le 1er septembre 1945 il y intègre la section "sécurité et sauvetage".
Il obtient le 6 septembre 1947 le brevet de parachutiste d'essai N°1.

## Sièges éjectables
À partir de 1948 il assiste l'ingénieur en chef Robert Munnich dans un programme d'études sur la sécurité des pilotes d'avions à réaction. Des essais de sièges allemands récupérés Dornier et Heinkel avec des mannequins laissent penser que la solution Heinkel bien qu'imparfaite est la bonne voie. La firme anglaise Martin-Baker suit la même piste et a commencé les essais de son propre siège (avec déjà deux parachutistes accidentés et un troisième qui ne fait pas de test au-delà de 250 km/h).
Cartier propose de faire un essai sur le siège anglais qui a lieu le 18 mars 1948 sur la base de Chalgrove depuis un Gloster Meteor aménagé spécialement et un parachute prototype français Aviorex-841. Il s'éjecte à 1 800 mètres à la vitesse record de 632 kilomètres à l'heure et se pose sans problème.
Pour le deuxième saut, le 9 juin 1948, le Meteor modifié traverse la Manche pour que le test ait lieu à Brétigny-sur-Orge avec les moyens du CEV. L'éjection a lieu de l'altitude de 2 000 mètres à la vitesse de 832 kilomètres à l'heure avec les jambes attachées pour résister à la pression dynamique due au vent relatif au moment de l'éjection. À moitié assommé par un choc avec le séparateur chrono-barométrique chargé de larguer le parachute stabilisant le siège il n'ouvre son parachute que très bas mais se pose sans autre accident,.
Le 14 mars 1950 il saute pour tester une ceinture portant différents appareils de mesure. Après la rupture de la fermeture de la ceinture il est frappé au visage par l'appareillage. Momentanément assommé il retrouve suffisamment de conscience pour ouvrir son parachute avant de se ré évanouir et d'arriver inanimé au sol. Il est relevé avec une fracture de la mâchoire, des dents cassées, des fractures lombaires et cervicales et des contusions au bras, jambes et visage. Il reste sans activité pendant deux ans et ne sautera plus pour essais, se contentant de suivre les essais de sièges depuis le sol. C'est André Allemand qui reprend les essais de sièges jusqu'à son propre accident.

## Suite de la carrière
Pour les essais au CEV il est désormais un "rampant" mais reste très impliqué dans la suite du développement d'un siège éjectable français. Par ailleurs, il fait partie de l'équipe des "meetings nationaux de l'Air" où il assure la coordination technique entre les équipages, la tour de contrôle et l'organisation du meeting. À ce titre, il fait partie, le 6 juillet 1952, des intervenants essayant de faire entendre raison à l'équipage d'un Nord 2501 lancé dans une démonstration imprévue et mal maitrisée qui se termine par un crash tuant tout l'équipage et Maryse Bastié passagère de l'avion.
Le siège SNCASO au point il est décidé de le monter en série sur les SNCASO Mistral à partir du N°98. Le 21 janvier 1953 Raymond Cartier fait une présentation du siège et de son utilisation aux pilotes d'essais amenés à voler sur ces avions. Jean Boulet fait un premier vol sans problème sur le N°98 le 22 janvier mais lors d'un second vol le 23 janvier un test de décrochage se termine en vrille dont le Mistral ne veut pas sortir. Le pilote s'éjecte, devenant ainsi le premier pilote français sauvé de la sorte.
Dans son rôle de coordinateur des meetings nationaux il est à Valenciennes le 27 juin 1954. André Tesson, à bord d'un Dassault Mystère II doit faire une démonstration de passage du mur du son dans un piqué depuis 13 000 mètres d'altitude, sa radio reliée à la sonorisation du meeting. Après le passage du mur du son il annonce à la radio qu'il a perdu le contrôle de l'avion. La sonorisation du meeting est déconnectée de la liaison radio et c'est Raymond Cartier qui assure le dialogue avec le pilote mais les choses se passent mal. La verrière ne peut être larguée et coulisse incomplètement sur ses rails plaçant son arceau métallique au-dessus de la tête du pilote qui n'a plus que le choix entre un écrasement à grande vitesse ou une éjection très risquée à travers la verrière. Soutenu par Cartier, Tesson tente l'éjection mais est immédiatement tué par l'arceau de verrière.
Le 3 octobre 1958, c'est Jacques Dubourg qui fera l'un des derniers sauts du programme "sièges éjectables" qui se terminait. Raymond Cartier continue sa carrière en s'occupant pendant dix ans de la récupération des ogives scientifiques des fusées françaises à Hammaguir.
En 1966 il travaille comme pilote d'essai à la mise au point du Ludion sur lequel il effectue une soixantaine de vol avant l'abandon de la formule en 1968.
Il finit sa carrière comme responsable des essais d'hélicoptères à Marignane.